# Ymerbrønden
Ymerbrønden er en skulptur fra 1912 af den danske billedhugger Kai Nielsen. 
Kai Nielsens originale udgave står i sandsten på Faaborg Museum mens en bronzestøbning står på Torvet i Fåborg.
Det var konservesfabrikant, etatsråd og mæcen Mads Rasmussen der skænkede byen skulpturen.
Skulpturen forestiller en nøgen Ymer fra den nordiske mytologi der nærer sig ved koen Audhumbla. Koen slikker på en saltsten fra hvilken drengen Buri skabes.
Skulpturen skabte ved indvielsen enorm debat.
Ved Faaborg Museums 100-års jubilæum udgav den tidligere overlæge Flemming Brandrup bogen Fejden om Ymerbrønden om datidens debat.
I 2002 debatterede byrådet i Fåborg hvorvidt bronzeskulpturen skulle flyttes fra det lille torv tilbage til dens oprindelige placering på torvet. Men skulpturen blev ikke flyttet. 
I 2008 blev en flytning stadig diskuteret.
Da skulpturen blev afsløret for offentligheden den 24. juni 1913, blev begivenheden filmet. Filmen Afsløringen af Ymerbrønden i Faaborg er bevaret og indeholder klip fra Faaborg by og det store publikum, der deltog ved afsløringen.